# Кузнецовский (Воронежская область)
Кузнецовский — посёлок в Кантемировском районе Воронежской области России.
Входит в состав Осиковского сельского поселения.

## География

### Улицы
- ул. Молодёжная,
- ул. Центральная.